# Sten Andersson (sverigedemokrat)
Sten Christer Andersson, född 28 februari 1943 i Västra Skrävlinge församling i Malmöhus län, död 16 augusti 2010 i Fosie församling i Skåne län, var en svensk politiker (först moderat, sedan sverigedemokrat), som var riksdagsledamot 1983–2002 för Moderaterna till 2001 och därefter politisk vilde i riksdagen.

## Biografi
Sten Andersson gjorde sig känd som uttalat kritisk till den i Sverige förda invandringspolitiken, bland annat i samband med Sjöbo kommuns folkomröstning 1988. Efter kritik från bland annat Moderata ungdomsförbundet blev han inte nominerad av Moderaterna i Malmö till en valbar plats på riksdagsvalsedeln inför 2002 års val. Detta föranledde honom att utträda ur partiet och under sitt sista år i Sveriges riksdag 2001/2002 sitta kvar utan partitillhörighet. I februari 2002 anslöt han sig till Sverigedemokraterna och kandiderade för partiet till riksdagen i september samma år.
Till yrket var Andersson varvsarbetare och hade en bakgrund som fackligt aktiv och socialdemokrat, innan han värvades till Moderaterna.
Sten Andersson var sedan valet 2002 ledamot i Malmö kommunfullmäktige för Sverigedemokraterna. Sedan 2006 var han även oppositionskommunalråd i staden. I Europaparlamentsvalet 2009 kandiderade Sten Andersson för Sverigedemokraterna på nionde plats. Inför riksdagsvalet 2010 stod Sten Andersson på plats nummer 9 på Sverigedemokraternas riksdagslista men avled före valet i september. Han är gravsatt i minneslunden på Fosie kyrkogård.